# 300334 Antonalexander
300334 Antonalexander este o planetă minoră (asteroid) din centura de asteroizi. A fost descoperită pe 12 septembrie 2007 la Rimbach (Odenwald) de Michael Koenig⁠(d). 
Obiectul prezintă o orbită caracterizată de o semiaxă mare de 2,4184545411934 UAi, o excentricitate de 0,24, o înclinație de 8,2 ° în raport cu ecliptica.